# Ury
Ury is een gemeente in het Franse departement Seine-et-Marne (regio Île-de-France) en telt 796 inwoners (2004). De plaats maakt deel uit van het arrondissement Fontainebleau.

## Geografie
De oppervlakte van Ury bedraagt 8,2 km², de bevolkingsdichtheid is 97,1 inwoners per km².
De onderstaande kaart toont de ligging van Ury met de belangrijkste infrastructuur en aangrenzende gemeenten.

## Demografie
Onderstaande figuur toont het verloop van het inwonertal (bron: INSEE-tellingen).

## Externe links

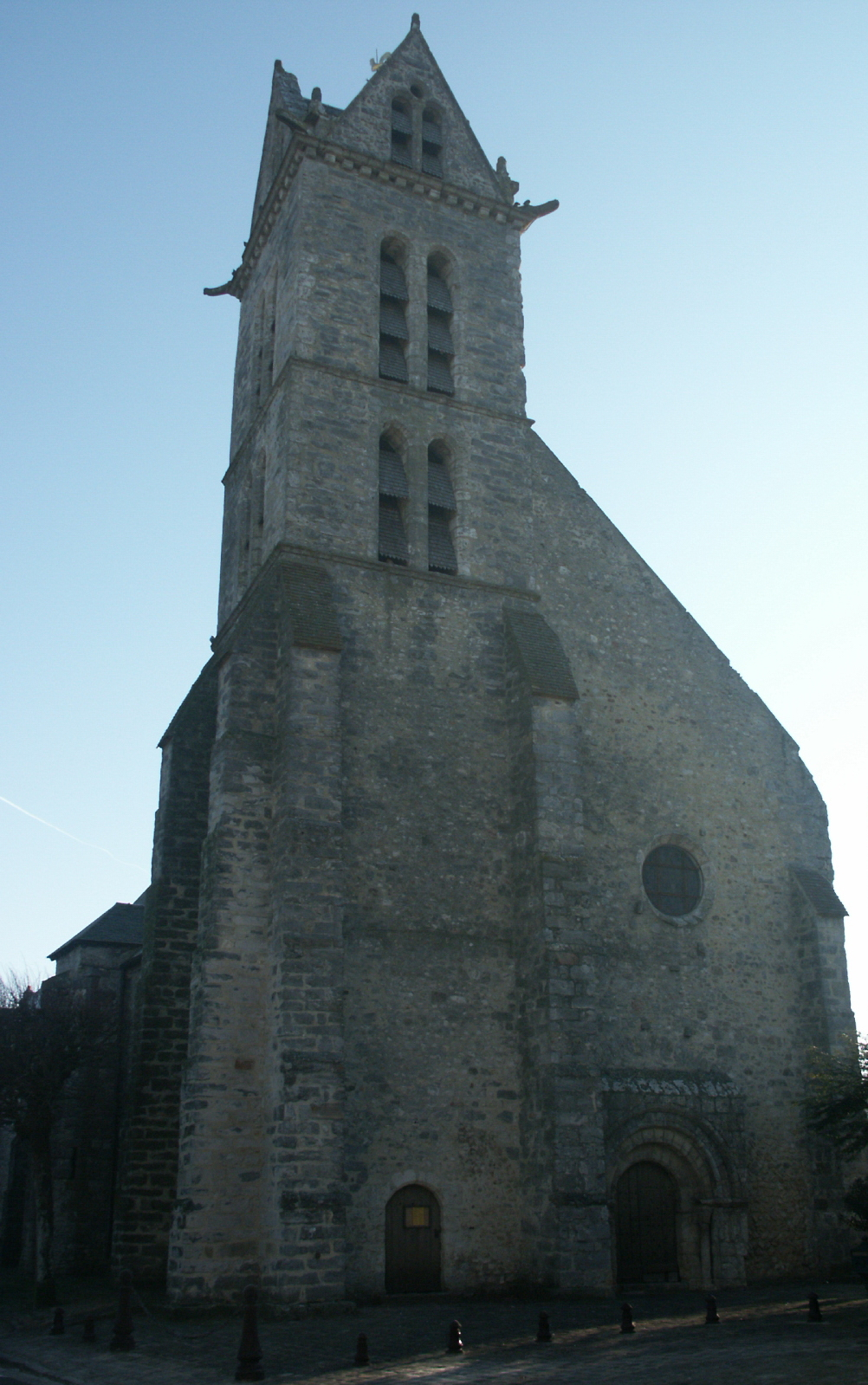
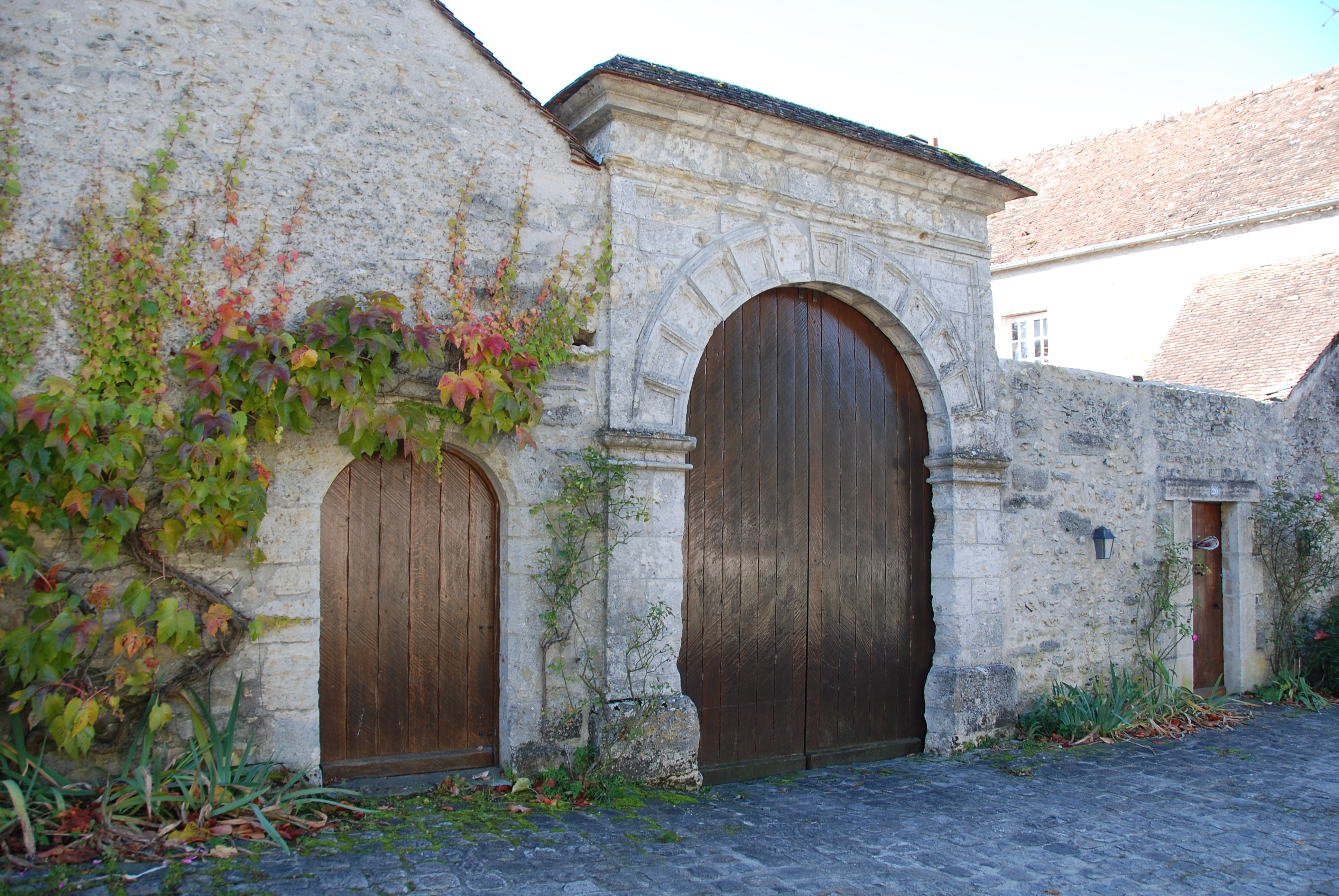